# Oligoenoplus annulicornis
Oligoenoplus annulicornis är en skalbaggsart som beskrevs av Maurice Pic 1933. Oligoenoplus annulicornis ingår i släktet Oligoenoplus och familjen långhorningar. Inga underarter finns listade i Catalogue of Life.